# Palmers Shipbuilding and Iron Company
La Palmers Shipbuilding and Iron Company Limited, conosciuta semplicemente come Palmers, è stata una azienda britannica di costruzioni navali con sede nel Regno Unito a Jarrow, Inghilterra nordorientale, e ad Hebburn, sul fiume Tyne.

## Storia
L'azienda venne fondata nel 1852 a Jarrow da Charles Mark Palmer con il nome di Palmer Brothers & Co.. Nello stesso anno varò il John Bower, una nave carboniera con elica in ferro molto più veloce delle navi a vela. Nel 1910 la quota di Charles Palmers venne rilevata da Lord Furness che ampliò l'azienda acquisendo in affitto a lungo termine un nuovo molo galleggiante a hebburn dalla Robert Stephenson and Company.
La Palmers fallì nel 1933 e il cantiere di Jarrow venne venduto alla National Shipbuilders Securities Ltd, che chiuse lo stabilimento causando una situazione di grave disoccupazione nella zona che portò anche alla cosiddetta marcia di Jarrow.
La compagnia era ancora proprietaria del cantiere di Hebburn, che venne acquisito dalla Armstrong Whitworth prendendo il nome di Palmers Hebburn Company Limited. Nel 1973 la Vickers-Armstrongs cedette in cantiere alla Swan Hunter che lo sviluppò rinominandolo Hebburn Shipbuilding Dock. Nel 1994 le strutture vennero acquisite dalla Tyne Tees Dockyard Limited in seguito al ridimensionamento della Swan Hunter. Nel 1995 vennero vendute all'A&P Group. Attualmente il cantiere è in attività per la riparazione di navi e ristrutturazioni.